# Sinocyclocheilus jii
Sinocyclocheilus jii är en fiskart som beskrevs av Zhang och Dai 1992. Sinocyclocheilus jii ingår i släktet Sinocyclocheilus och familjen karpfiskar. Inga underarter finns listade i Catalogue of Life.